# 4-Nitrotoluol
A 4-nitrotoluol vagy para-nitrotoluol aromás szerves vegyület, képlete CH3C6H4NO2. Halványsárga színű, szilárd anyag, a nitrotoluol három izomerjének egyike.

## Előállítása és reakciói
Előállítható a toluol nitrálásával. Hidrogénezésével p-toluidin keletkezik.

## Felhasználása
Fő felhasználása a 4-nitrotoluol-2-szulfonsav előállítása szulfonálással (a kapott termék molekulájában a −SO3H csoport a metilcsoporttal szomszédos helyzetű), melyből oxidatív kapcsolási reakciókkal sztilbénszármazékok nyerhetők, melyeket színezékként alkalmaznak. Ilyen származék többek között a 4,4′-dinitrozo- és a 4,4′-dinitro-2,2′-sztilbéndiszulfonsavak és ezek sói, például a dinátrium-4,4′-dinitrosztilbén-2,2′-diszulfonát.

## Toxicitása
Kísérleti adatok alapján egerekben toxikus és karcinogén hatású.

## Fordítás
Ez a szócikk részben vagy egészben  a(z)   4-Nitrotoluene című angol Wikipédia-szócikk ezen változatának fordításán alapul.  Az eredeti cikk szerkesztőit annak laptörténete sorolja fel. Ez a jelzés csupán a megfogalmazás eredetét és a szerzői jogokat jelzi, nem szolgál a cikkben szereplő információk forrásmegjelöléseként.

## Külső hivatkozások
- CDC – NIOSH Pocket Guide to Chemical Hazards – p-Nitrotoluene (angol nyelven)